# Бейарн
Бейарн — коммуна в фюльке Нурланн в Норвегии. Входит в исторические регионы Сальтен и Будё. Административный центр коммуны — деревня Мулдьорд. Бейарн был отделён от Йильдескола в 1853 году.

## Общая информация

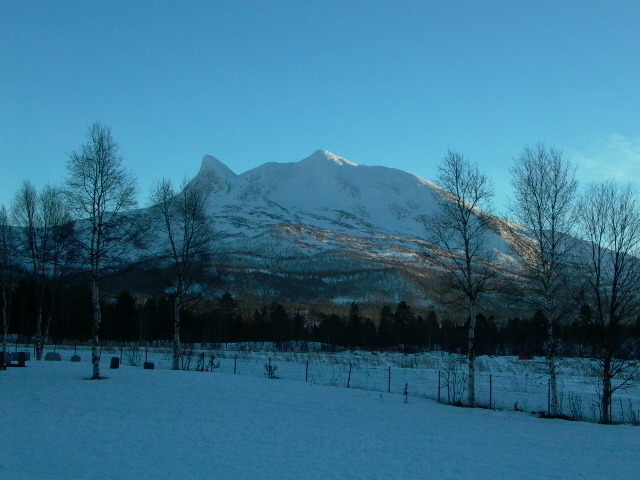
Гора Теллинген в феврале

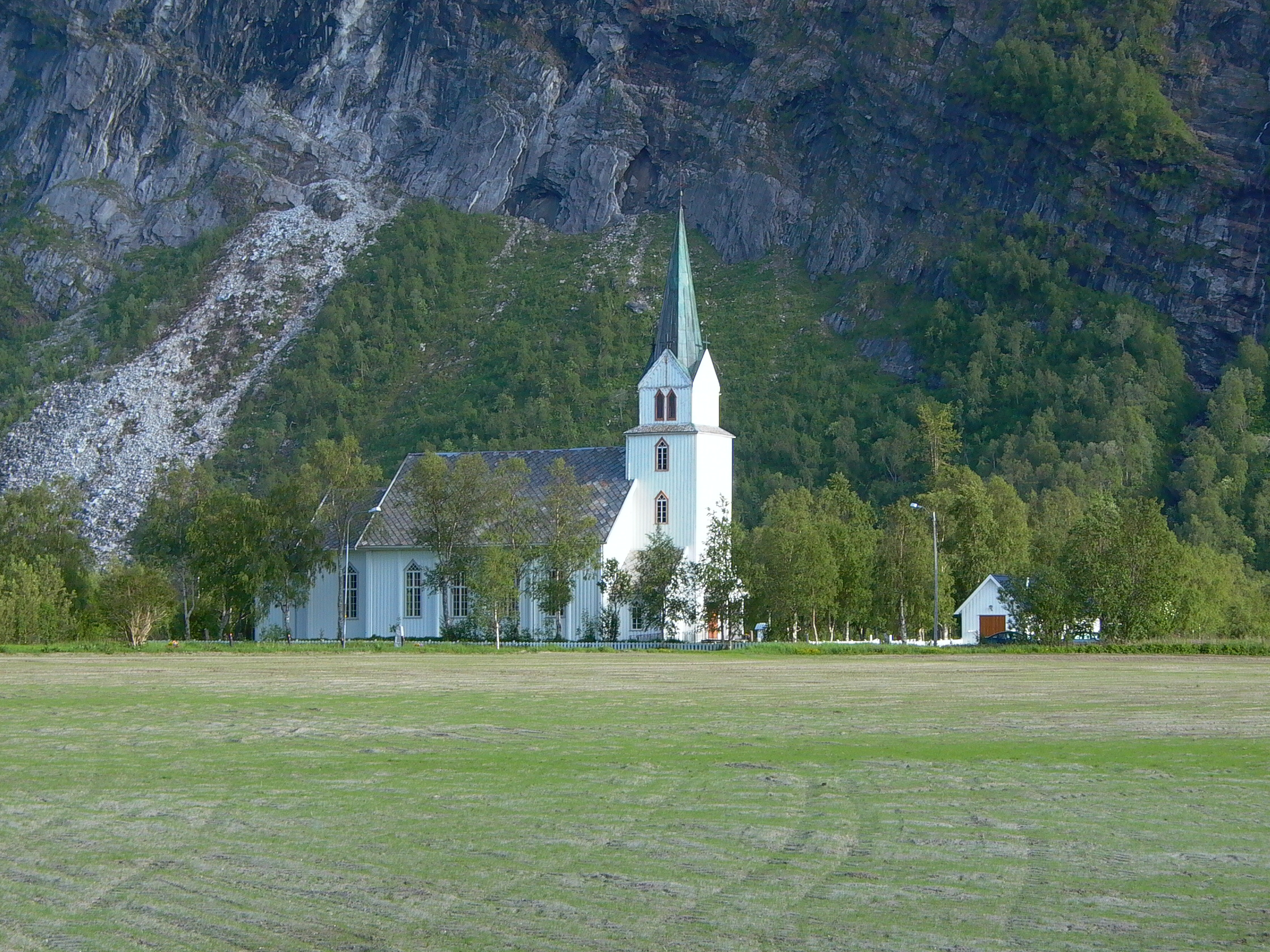
Церковь в Беёарне (Фото: Einar Skomsvoll)

### Название
Старонорвежское название региона было (вероятно) Beðir. Значение слова неизвестно, оно могло относиться к английскому слову bed, и означать river bed — русло реки.

### Герб
Коммуна имеет современный герб. Он был принят в 1988 году. На гербе изображена сосна золотого цвета на зелёном фоне.

## География, природа и история
Коммуна расположена к северу от Полярного круга на реке Бейар в одноимённой долине. Данная территория предлагает разнообразный досуг на открытом воздухе для туристов, такой как рыбалка, спелеотуризм и альпинизм. Река является одной из лучших лососёвых рек в Северной Норвегии. В музее Бейарна выставлена история культуры Бейарна начиная с периода Викингов и до середины прошлого столетия.
Самый северный природный лес вязов растёт в заповеднике Арстадлиа, где среди богатой растительности также встречаются орхидные.
Бейарн является одной из двух Норвежских коммун, в которых по состоянию на 1 января 2008 года не было иммигрантов.